# Csuan állomás
Csuan (Juan) állomás a szöuli metró 1-es vonalának állomása Incshon (Incheon) város Nam-ku (Nam-gu) kerületében. Vasútállomásként 1899-ben nyitották meg.

## Viszonylatok
| 1-es vonal                                                           | 1-es vonal                                                                         | 1-es vonal                                          |
| -------------------------------------------------------------------- | ---------------------------------------------------------------------------------- | --------------------------------------------------- |
| Kanszok (Ganseok) Szojoszan (Soyosan) felé                           | Kjongin (Gyeongin) szakasz személyvonat Kjongvon (Gyeongwon) szakasz expresszvonat | Tohva (Dohwa) Incshon (Incheon) felé                |
| Tongam (Dongam) Jongszan (Yongsan) felé                              | Kjongin (Gyeongin) szakasz expresszvonat                                           | Csemulpho (Jaemulpo) Tongincshon (Dongincheon) felé |
| Incshon (Incheon) 2                                                  |                                                                                    |                                                     |
| Csuan (Juan) Nemzeti Ipari Komplexum Komdan Orju (Geomdan Oryu) felé | fő vonal                                                                           | Polgári park Unjon (Unyeon) felé                    |